# UCI-Mountainbike-Weltcup 2024
Der UCI-Mountainbike-Weltcup 2024 wurde von April bis Oktober 2024 in den Disziplinen Cross-Country olympisch (XCO), Short Track (XCC), Marathon (XCM), Downhill (DHI) und Enduro (EDR und EDR-E) ausgetragen.
Die Wettbewerbe wurden von der UCI unter dem Namen UCI Mountain Bike World Series vermarktet. Der vorläufige Kalender wurde im November 2023 veröffentlicht, es gab 15 Stationen in zehn Ländern in Europa, Nordamerika und Südamerika. Sechs Austragungsorte standen erstmals im Programm des Weltcups. Der Kalender für MTB-Marathon wurde erst Anfang Februar 2024 verkündet.

## Programm
| Datum             | Disziplinen | Disziplinen | Disziplinen | Disziplinen | Disziplinen | Disziplinen | Austragungsort       |
| Datum             | XCO         | XCC         | XCM         | DHI         | EDR         | EDR-E       | Austragungsort       |
| ----------------- | ----------- | ----------- | ----------- | ----------- | ----------- | ----------- | -------------------- |
| 12.–14. April     | X           | X           |             |             |             |             | Mairiporã            |
| 19.–21. April     | X           | X           |             |             |             |             | Araxá                |
| 3.–5. Mai         |             |             |             | X           |             |             | Fort William         |
| 10.–12. Mai       |             |             |             |             | X           | X           | Finale Ligure        |
| 17.–19. Mai       |             |             |             | X           | X           | X           | Bielsko-Biała        |
| 24.–26. Mai       | X           | X           | X           |             |             |             | Nové Město na Moravě |
| 7.–9. Juni        |             |             |             | X           | X           | X           | Leogang              |
| 14.–16. Juni      | X           | X           |             | X           |             |             | Val di Sole          |
| 21.–23. Juni      | X           | X           |             |             |             |             | Crans-Montana        |
| 28. Juni–7. Juli  | X           | X           | X           | X           | X           | X           | Les Gets             |
| 12.–14. Juli      |             |             |             |             | X           | X           | Bellwald             |
| 6.–8. September   |             |             |             | X           | X           | X           | Loudenvielle         |
| 27.–29. September | X           | X           | X           |             |             |             | Lake Placid          |
| 4.–6. Oktober     | X           | X           |             | X           |             |             | Mont Sainte-Anne     |

## Cross-Country Short Track

### Frauen Elite
| Rnd | Datum         | Ort                  | Erste             | Zweite                 | Dritte            |
| --- | ------------- | -------------------- | ----------------- | ---------------------- | ----------------- |
| 1   | 13. April     | Mairiporã            | Evie Richards     | Rebecca Henderson      | Alessandra Keller |
| 2   | 20. April     | Araxá                | Haley Batten      | Linda Indergand        | Savilia Blunk     |
| 3   | 25. Mai       | Nové Město na Moravě | Alessandra Keller | Pauline Ferrand-Prévot | Haley Batten      |
| 4   | 14. Juni      | Val di Sole          | Puck Pieterse     | Pauline Ferrand-Prévot | Savilia Blunk     |
| 5   | 21. Juni      | Crans-Montana        | Puck Pieterse     | Alessandra Keller      | Anne Tauber       |
| 6   | 5. Juli       | Les Gets             | Alessandra Keller | Puck Pieterse          | Rebecca Henderson |
| 7   | 27. September | Lake Placid          | Sina Frei         | Jenny Rissveds         | Evie Richards     |
| 8   | 4. Oktober    | Mont Sainte-Anne     | Sina Frei         | Loana Lecomte          | Evie Richards     |

Gesamtwertung
| Platz | Name              | Punkte |
| ----- | ----------------- | ------ |
| 1.    | Alessandra Keller | 1370   |
| 2.    | Evie Richards     | 990    |
| 3.    | Rebecca Henderson | 986    |
| 4.    | Sina Frei         | 984    |
| 5.    | Savilia Blunk     | 842    |
| 6.    | Puck Pieterse     | 840    |

### Männer Elite
| Rnd | Datum         | Ort                  | Erster          | Zweiter             | Dritter         |
| --- | ------------- | -------------------- | --------------- | ------------------- | --------------- |
| 1   | 13. April     | Mairiporã            | Samuel Gaze     | Luca Schwarzbauer   | Martín Vidaurre |
| 2   | 20. April     | Araxá                | Victor Koretzky | Christopher Blevins | Alan Hatherly   |
| 3   | 25. Mai       | Nové Město na Moravě | Victor Koretzky | Christopher Blevins | Thomas Litscher |
| 4   | 14. Juni      | Val di Sole          | Samuel Gaze     | Victor Koretzky     | Jens Schuermans |
| 5   | 21. Juni      | Crans-Montana        | Thomas Pidcock  | Julian Schelb       | Luca Braidot    |
| 6   | 5. Juli       | Les Gets             | Alan Hatherly   | Charlie Aldridge    | Samuel Gaze     |
| 7   | 27. September | Lake Placid          | Victor Koretzky | Simon Andreassen    | Alan Hatherly   |
| 8   | 4. Oktober    | Mont Sainte-Anne     | Victor Koretzky | Mathis Azzaro       | Alan Hatherly   |

Gesamtwertung
| Platz | Name                | Punkte |
| ----- | ------------------- | ------ |
| 1.    | Victor Koretzky     | 1350   |
| 2.    | Alan Hatherly       | 1090   |
| 3.    | Luca Schwarzbauer   | 981    |
| 4.    | Samuel Gaze         | 976    |
| 5.    | Filippo Colombo     | 943    |
| 6.    | Christopher Blevins | 782    |

### Frauen U23
| Rnd | Datum         | Ort                  | Erste             | Zweite              | Dritte          |
| --- | ------------- | -------------------- | ----------------- | ------------------- | --------------- |
| 1   | 12. April     | Mairiporã            | Kira Böhm         | Madigan Munro       | Sofia Waite     |
| 2   | 19. April     | Araxá                | Kira Böhm         | Emilly Johnston     | Carla Hahn      |
| 3   | 24. Mai       | Nové Město na Moravě | Isabella Holmgren | Ella Maclean-Howell | Madigan Munro   |
| 4   | 14. Juni      | Val di Sole          | Kira Böhm         | Isabella Holmgren   | Emilly Johnston |
| 5   | 21. Juni      | Crans-Montana        | Emilly Johnston   | Carla Hahn          | Madigan Munro   |
| 6   | 5. Juli       | Les Gets             | Isabella Holmgren | Kira Böhm           | Sina van Thiel  |
| 7   | 27. September | Lake Placid          | Kira Böhm         | Isabella Holmgren   | Simona Spěšná   |
| 8   | 4. Oktober    | Mont Sainte-Anne     | Kira Böhm         | Isabella Holmgren   | Lea Huber       |

Gesamtwertung
| Platz | Name              | Punkte |
| ----- | ----------------- | ------ |
| 1.    | Kira Böhm         | 821    |
| 2.    | Emilly Johnston   | 620    |
| 3.    | Madigan Munro     | 573    |
| 4.    | Isabella Holmgren | 550    |
| 5.    | Olivia Onesti     | 464    |
| 6.    | Ginia Caluori     | 454    |

### Männer U23
| Rnd | Datum         | Ort                  | Erster      | Zweiter       | Dritter                  |
| --- | ------------- | -------------------- | ----------- | ------------- | ------------------------ |
| 1   | 12. April     | Mairiporã            | Riley Amos  | Dario Lillo   | Sondre Rokke             |
| 2   | 19. April     | Araxá                | Riley Amos  | Bjorn Riley   | Luke Wiedmann            |
| 3   | 24. Mai       | Nové Město na Moravě | Riley Amos  | Dario Lillo   | Luke Wiedmann            |
| 4   | 14. Juni      | Val di Sole          | Bjorn Riley | Riley Amos    | Oleksandr Hudyma         |
| 5   | 21. Juni      | Crans-Montana        | Riley Amos  | Bjorn Riley   | Luca Martin              |
| 6   | 5. Juli       | Les Gets             | Bjorn Riley | Finn Treudler | Rens Teunissen van Manen |
| 7   | 27. September | Lake Placid          | Dario Lillo | Luca Martin   | Luke Wiedmann            |
| 8   | 4. Oktober    | Mont Sainte-Anne     | Dario Lillo | Bjorn Riley   | Luke Moir                |

Gesamtwertung
| Platz | Name          | Punkte |
| ----- | ------------- | ------ |
| 1.    | Riley Amos    | 730    |
| 2.    | Bjorn Riley   | 690    |
| 3.    | Dario Lillo   | 668    |
| 4.    | Luca Martin   | 587    |
| 5.    | Finn Treudler | 537    |
| 6.    | Luke Wiedmann | 532    |

## Cross-Country olympisch

### Frauen Elite
| Rnd | Datum         | Ort                  | Erste                  | Zweite            | Dritte            |
| --- | ------------- | -------------------- | ---------------------- | ----------------- | ----------------- |
| 1   | 14. April     | Mairiporã            | Jenny Rissveds         | Savilia Blunk     | Haley Batten      |
| 2   | 21. April     | Araxá                | Haley Batten           | Jenny Rissveds    | Savilia Blunk     |
| 3   | 26. Mai       | Nové Město na Moravě | Pauline Ferrand-Prévot | Haley Batten      | Alessandra Keller |
| 4   | 16. Juni      | Val di Sole          | Pauline Ferrand-Prévot | Puck Pieterse     | Candice Lill      |
| 5   | 23. Juni      | Crans-Montana        | Loana Lecomte          | Alessandra Keller | Puck Pieterse     |
| 6   | 7. Juli       | Les Gets             | Puck Pieterse          | Candice Lill      | Alessandra Keller |
| 7   | 29. September | Lake Placid          | Laura Stigger          | Sina Frei         | Loana Lecomte     |
| 8   | 6. Oktober    | Mont Sainte-Anne     | Loana Lecomte          | Laura Stigger     | Sina Frei         |

Gesamtwertung
| Platz | Name              | Punkte |
| ----- | ----------------- | ------ |
| 1.    | Alessandra Keller | 1558   |
| 2.    | Laura Stigger     | 1262   |
| 3.    | Candice Lill      | 1242   |
| 4.    | Loana Lecomte     | 1205   |
| 5.    | Savilia Blunk     | 1192   |
| 6.    | Jenny Rissveds    | 1154   |

### Männer Elite
| Rnd | Datum         | Ort                  | Erster              | Zweiter           | Dritter          |
| --- | ------------- | -------------------- | ------------------- | ----------------- | ---------------- |
| 1   | 14. April     | Mairiporã            | Christopher Blevins | Victor Koretzky   | Filippo Colombo  |
| 2   | 21. April     | Araxá                | Simon Andreassen    | Victor Koretzky   | Alan Hatherly    |
| 3   | 26. Mai       | Nové Město na Moravě | Thomas Pidcock      | Nino Schurter     | Marcel Guerrini  |
| 4   | 16. Juni      | Val di Sole          | Nino Schurter       | Alan Hatherly     | Mathis Azzaro    |
| 5   | 23. Juni      | Crans-Montana        | Thomas Pidcock      | Mathias Flückiger | Luca Braidot     |
| 6   | 7. Juli       | Les Gets             | Alan Hatherly       | Mathias Flückiger | Simon Andreassen |
| 7   | 29. September | Lake Placid          | Victor Koretzky     | Alan Hatherly     | Filippo Colombo  |
| 8   | 6. Oktober    | Mont Sainte-Anne     | Alan Hatherly       | Mathis Azzaro     | Victor Koretzky  |

Gesamtwertung
| Platz | Name              | Punkte |
| ----- | ----------------- | ------ |
| 1.    | Alan Hatherly     | 1678   |
| 2.    | Victor Koretzky   | 1359   |
| 3.    | Filippo Colombo   | 1229   |
| 4.    | Nino Schurter     | 1164   |
| 5.    | Mathias Flückiger | 1034   |
| 6.    | Luca Schwarzbauer | 1002   |

### Frauen U23
| Rnd | Datum         | Ort                  | Erste             | Zweite          | Dritte          |
| --- | ------------- | -------------------- | ----------------- | --------------- | --------------- |
| 1   | 14. April     | Mairiporã            | Kira Böhm         | Ginia Caluori   | Emilly Johnston |
| 2   | 21. April     | Araxá                | Kira Böhm         | Emilly Johnston | Valentina Corvi |
| 3   | 25. Mai       | Nové Město na Moravě | Isabella Holmgren | Madigan Munroe  | Olivia Onesti   |
| 4   | 16. Juni      | Val di Sole          | Isabella Holmgren | Olivia Onesti   | Elina Benoit    |
| 5   | 23. Juni      | Crans-Montana        | Olivia Onesti     | Madigan Munroe  | Emilly Johnston |
| 6   | 7. Juli       | Les Gets             | Isabella Holmgren | Olivia Onesti   | Kira Böhm       |
| 7   | 29. September | Lake Placid          | Isabella Holmgren | Kira Böhm       | Ginia Caluori   |
| 8   | 6. Oktober    | Mont Sainte-Anne     | Kira Böhm         | Olivia Onesti   | Fiona Schibler  |

Gesamtwertung
| Platz | Name              | Punkte |
| ----- | ----------------- | ------ |
| 1.    | Kira Böhm         | 1002   |
| 2.    | Olivia Onesti     | 803    |
| 3.    | Madigan Munroe    | 759    |
| 4.    | Emilly Johnston   | 683    |
| 5.    | Isabella Holmgren | 670    |
| 6.    | Ginia Caluori     | 638    |

### Männer U23
| Rnd | Datum         | Ort                  | Erster        | Zweiter       | Dritter               |
| --- | ------------- | -------------------- | ------------- | ------------- | --------------------- |
| 1   | 14. April     | Mairiporã            | Riley Amos    | Bjorn Riley   | Finn Treudler         |
| 2   | 21. April     | Araxá                | Riley Amos    | Finn Treudler | Alex Junior Malacarne |
| 3   | 25. Mai       | Nové Město na Moravě | Riley Amos    | Luca Martin   | Bjorn Riley           |
| 4   | 16. Juni      | Val di Sole          | Riley Amos    | Bjorn Riley   | Finn Treudler         |
| 5   | 23. Juni      | Crans-Montana        | Riley Amos    | Bjorn Riley   | Luca Martin           |
| 6   | 7. Juli       | Les Gets             | Bjorn Riley   | Luca Martin   | Finn Treudler         |
| 7   | 29. September | Lake Placid          | Cole Punchard | Dario Lillo   | Alex Junior Malacarne |
| 8   | 6. Oktober    | Mont Sainte-Anne     | Dario Lillo   | Luca Martin   | Yannis Musy           |

Gesamtwertung
| Platz | Name          | Punkte |
| ----- | ------------- | ------ |
| 1.    | Riley Amos    | 974    |
| 2.    | Bjorn Riley   | 830    |
| 3.    | Luca Martin   | 803    |
| 4.    | Dario Lillo   | 763    |
| 5.    | Finn Treudler | 703    |
| 6.    | Luke Wiedmann | 575    |

## Cross-Country Marathon

### Frauen Elite
| Rnd | Datum         | Ort                  | Erste           | Zweite          | Dritte          |
| --- | ------------- | -------------------- | --------------- | --------------- | --------------- |
| 1   | 26. Mai       | Nové Město na Moravě | Vera Looser     | Lejla Njemčević | Rosa van Doorn  |
| 2   | 29. Juni      | Megève               | Lejla Njemčević | Rae Hannah Otto | Vera Looser     |
| 3   | 29. September | Lake Placid          | Vera Looser     | Rosa van Doorn  | Lejla Njemčević |

Gesamtwertung
| Platz | Name             | Punkte |
| ----- | ---------------- | ------ |
| 1.    | Vera Looser      | 660    |
| 2.    | Lejla Njemčević  | 610    |
| 3.    | Janina Wüst      | 450    |
| 4.    | Rosa van Doorn   | 360    |
| 5.    | Terese Andersson | 340    |
| 6.    | Margot Moschetti | 340    |

### Männer Elite
| Rnd | Datum         | Ort                  | Erster               | Zweiter         | Dritter             |
| --- | ------------- | -------------------- | -------------------- | --------------- | ------------------- |
| 1   | 26. Mai       | Nové Město na Moravě | Fabian Rabensteiner  | Alex Miller     | Samuele Porro       |
| 2   | 29. Juni      | Megève               | Héctor Leonardo Páez | Andreas Seewald | Samuele Porro       |
| 3   | 29. September | Lake Placid          | Simon Schneller      | Martin Stošek   | Fabian Rabensteiner |

Gesamtwertung
| Platz | Name                 | Punkte |
| ----- | -------------------- | ------ |
| 1.    | Fabian Rabensteiner  | 550    |
| 2.    | Héctor Leonardo Páez | 430    |
| 3.    | Simon Schneller      | 415    |
| 4.    | Samuele Porro        | 410    |
| 5.    | Andreas Seewald      | 405    |
| 6.    | Marc Stutzmann       | 400    |

## Downhill

### Frauen Elite
| Rnd | Datum        | Ort              | Erste           | Zweite           | Dritte          |
| --- | ------------ | ---------------- | --------------- | ---------------- | --------------- |
| 1   | 5. Mai       | Fort William     | Valentina Höll  | Nina Hoffmann    | Tahnée Seagrave |
| 2   | 19. Mai      | Bielsko-Biała    | Marine Cabirou  | Camille Balanche | Nina Hoffmann   |
| 3   | 9. Juni      | Leogang          | Valentina Höll  | Anna Newkirk     | Myriam Nicole   |
| 4   | 15. Juni     | Val di Sole      | Tahnée Seagrave | Marine Cabirou   | Monika Hrastnik |
| 5   | 6. Juli      | Les Gets         | Eleonora Farina | Mille Johnset    | Tahnée Seagrave |
| 6   | 8. September | Loudenvielle     | Myriam Nicole   | Valentina Höll   | Phoebe Gale     |
| 7   | 5. Oktober   | Mont Sainte-Anne | Marine Cabirou  | Gracey Hemstreet | Valentina Höll  |

Gesamtwertung
| Platz | Name            | Punkte |
| ----- | --------------- | ------ |
| 1.    | Valentina Höll  | 1849   |
| 2.    | Marine Cabirou  | 1431   |
| 3.    | Tahnée Seagrave | 1411   |
| 4.    | Myriam Nicole   | 1145   |
| 5.    | Nina Hoffmann   | 972    |
| 6.    | Phoebe Gale     | 804    |

### Männer Elite
| Rnd | Datum        | Ort              | Erster           | Zweiter               | Dritter               |
| --- | ------------ | ---------------- | ---------------- | --------------------- | --------------------- |
| 1   | 5. Mai       | Fort William     | Loïc Bruni       | Troy Brosnan          | Finn Iles             |
| 2   | 19. Mai      | Bielsko-Biała    | Rónán Dunne      | Loïc Bruni            | Loris Vergier         |
| 3   | 9. Juni      | Leogang          | Loïc Bruni       | Finn Iles             | Lachlan Stevens-McNab |
| 4   | 15. Juni     | Val di Sole      | Amaury Pierron   | Dakotah Norton        | Finn Iles             |
| 5   | 6. Juli      | Les Gets         | Amaury Pierron   | Andreas Kolb          | Greg Minnaar          |
| 6   | 8. September | Loudenvielle     | Benoit Coulanges | Reece Wilson          | Andreas Kolb          |
| 7   | 5. Oktober   | Mont Sainte-Anne | Troy Brosnan     | Lachlan Stevens-McNab | Laurie Greenland      |

Gesamtwertung
| Platz | Name           | Punkte |
| ----- | -------------- | ------ |
| 1.    | Loïc Bruni     | 1651   |
| 2.    | Troy Brosnan   | 1317   |
| 3.    | Amaury Pierron | 1302   |
| 4.    | Rónán Dunne    | 1202   |
| 5.    | Finn Iles      | 1152   |
| 6.    | Andreas Kolb   | 1149   |

### Juniorinnen
| Rnd | Datum        | Ort              | Erste             | Zweite            | Dritte            |
| --- | ------------ | ---------------- | ----------------- | ----------------- | ----------------- |
| 1   | 5. Mai       | Fort William     | Heather Wilson    | Sacha Earnest     | Eliana Hulsebosch |
| 2   | 19. Mai      | Bielsko-Biała    | Heather Wilson    | Erice van Leuven  | Sacha Earnest     |
| 3   | 9. Juni      | Leogang          | Erice van Leuven  | Eliana Hulsebosch | Heather Wilson    |
| 4   | 15. Juni     | Val di Sole      | Eliana Hulsebosch | Sacha Earnest     | Erice van Leuven  |
| 5   | 6. Juli      | Les Gets         | Heather Wilson    | Ella Svegby       | Eliana Hulsebosch |
| 6   | 8. September | Loudenvielle     | Erice van Leuven  | Heather Wilson    | Sacha Earnest     |
| 7   | 5. Oktober   | Mont Sainte-Anne | Erice van Leuven  | Sacha Earnest     | Kale Cushman      |

Gesamtwertung
| Platz | Name              | Punkte |
| ----- | ----------------- | ------ |
| 1.    | Erice van Leuven  | 350    |
| 2.    | Heather Wilson    | 290    |
| 3.    | Sacha Earnest     | 280    |
| 4.    | Eliana Hulsebosch | 270    |
| 5.    | Ella Svegby       | 165    |
| 6.    | Kale Cushman      | 150    |

### Junioren
| Rnd | Datum        | Ort              | Erster       | Zweiter        | Dritter        |
| --- | ------------ | ---------------- | ------------ | -------------- | -------------- |
| 1   | 5. Mai       | Fort William     | Asa Vermette | Luke Wayman    | Max Alran      |
| 2   | 19. Mai      | Bielsko-Biała    | Asa Vermette | Mylann Falquet | Dane Jewett    |
| 3   | 9. Juni      | Leogang          | Max Alran    | Dane Jewett    | Mike Huter     |
| 4   | 15. Juni     | Val di Sole      | Max Alran    | Asa Vermette   | Mylann Falquet |
| 5   | 6. Juli      | Les Gets         | Asa Vermette | Max Alran      | Jon Mozell     |
| 6   | 8. September | Loudenvielle     | Max Alran    | Tayler Waite   | Luke Wayman    |
| 7   | 5. Oktober   | Mont Sainte-Anne | Max Alran    | Till Alran     | Tayler Waite   |

Gesamtwertung
| Platz | Name          | Punkte |
| ----- | ------------- | ------ |
| 1.    | Max Alran     | 322    |
| 2.    | Luke Wayman   | 246    |
| 3.    | Asa Vermette  | 239    |
| 4.    | Dane Jewett   | 231    |
| 5.    | Till Alran    | 168    |
| 6.    | Ryan Griffith | 154    |

## Enduro

### Frauen Elite
| Rnd | Datum        | Ort           | Erste              | Zweite             | Dritte             |
| --- | ------------ | ------------- | ------------------ | ------------------ | ------------------ |
| 1   | 11. Mai      | Finale Ligure | Harriet Harnden    | Isabeau Courdurier | Ella Conolly       |
| 2   | 17. Mai      | Bielsko-Biała | Isabeau Courdurier | Harriet Harnden    | Chloe Taylor       |
| 3   | 7. Juni      | Leogang       | Isabeau Courdurier | Harriet Harnden    | Morgane Charre     |
| 4   | 28. Juni     | Combloux      | Morgane Charre     | Isabeau Courdurier | Ella Conolly       |
| 5   | 14. Juli     | Bellwald      | Harriet Harnden    | Ella Conolly       | Isabeau Courdurier |
| 6   | 8. September | Loudenvielle  | Morgane Charre     | Mélanie Pugin      | Ella Conolly       |

Gesamtwertung
| Platz | Name               | Punkte |
| ----- | ------------------ | ------ |
| 1.    | Harriet Harnden    | 2514   |
| 2.    | Isabeau Courdurier | 2493   |
| 3.    | Morgane Charre     | 2291   |
| 4.    | Ella Conolly       | 2224   |
| 5.    | Mélanie Pugin      | 1867   |
| 6.    | Rebecca Baraona    | 1458   |

### Männer Elite
| Rnd | Datum        | Ort           | Erster          | Zweiter          | Dritter           |
| --- | ------------ | ------------- | --------------- | ---------------- | ----------------- |
| 1   | 11. Mai      | Finale Ligure | Richard Rude Jr | Charles Murray   | Martin Maes       |
| 2   | 17. Mai      | Bielsko-Biała | Charles Murray  | Slawomir Lukasik | Richard Rude Jr   |
| 3   | 7. Juni      | Leogang       | Richard Rude Jr | Alex Rudeau      | Slawomir Lukasik  |
| 4   | 28. Juni     | Combloux      | Richard Rude Jr | Luke Meier-Smith | Alex Rudeau       |
| 5   | 14. Juli     | Bellwald      | Jack Moir       | Slawomir Lukasik | Richard Rude Jr   |
| 6   | 8. September | Loudenvielle  | Martin Maes     | Richard Rude Jr  | Gregory Callaghan |

Gesamtwertung
| Platz | Name             | Punkte |
| ----- | ---------------- | ------ |
| 1.    | Richard Rude Jr  | 2640   |
| 2.    | Slawomir Lukasik | 2088   |
| 3.    | Charles Murray   | 2031   |
| 4.    | Alex Rudeau      | 1801   |
| 5.    | Martin Maes      | 1572   |
| 6.    | Jesse Melamed    | 1520   |

## Elektro-Enduro

### Frauen Elite
| Rnd | Datum        | Ort           | Erste               | Zweite              | Dritte           |
| --- | ------------ | ------------- | ------------------- | ------------------- | ---------------- |
| 1   | 12. Mai      | Finale Ligure | Florencia Espiñeira | Tracy Moseley       | Laura Charles    |
| 2   | 18. Mai      | Bielsko-Biała | Florencia Espiñeira | Tracy Moseley       | Laura Charles    |
| 3   | 8. Juni      | Leogang       | Florencia Espiñeira | Laura Charles       | Sofia Wiedenroth |
| 4   | 30. Juni     | Les Gets      | Estelle Charles     | Florencia Espiñeira | George Swift     |
| 5   | 14. Juli     | Bellwald      | Florencia Espiñeira | Raphaela Richter    | Alia Marcellini  |
| 6   | 8. September | Loudenvielle  | Estelle Charles     | Florencia Espiñeira | Tracy Moseley    |

Gesamtwertung
| Platz | Name                | Punkte |
| ----- | ------------------- | ------ |
| 1.    | Florencia Espiñeira | 2725   |
| 2.    | Laura Charles       | 1871   |
| 3.    | Sofia Wiedenroth    | 1734   |
| 4.    | Alia Marcellini     | 1271   |
| 5.    | Tracy Moseley       | 1198   |
| 6.    | George Swift        | 0937   |

### Männer Elite
| Rnd | Datum        | Ort           | Erster           | Zweiter         | Dritter        |
| --- | ------------ | ------------- | ---------------- | --------------- | -------------- |
| 1   | 12. Mai      | Finale Ligure | Ryan Gilchrist   | Manuel Borges   | Cecce Camion   |
| 2   | 18. Mai      | Bielsko-Biała | Slawomir Lukasik | Manuel Borges   | Hugo Pigeon    |
| 3   | 8. Juni      | Leogang       | Martin Maes      | Lévy Batista    | Kevin Miquel   |
| 4   | 30. Juni     | Les Gets      | Antoine Rogge    | Damien Oton     | Ryan Gilchrist |
| 5   | 14. Juli     | Bellwald      | Ryan Gilchrist   | Kevin Marry     | Manuel Borges  |
| 6   | 8. September | Loudenvielle  | Hugo Pigeon      | Mathieu Ruffray | Kevin Marry    |

Gesamtwertung
| Platz | Name           | Punkte |
| ----- | -------------- | ------ |
| 1.    | Ryan Gilchrist | 1950   |
| 2.    | Manuel Borges  | 1806   |
| 3.    | Hugo Pigeon    | 1651   |
| 4.    | Kevin Marry    | 1545   |
| 5.    | Andrea Garibbo | 1353   |
| 6.    | Cecce Camoin   | 1290   |